# Ivan Kljaković Gašpić
Ivan Kljaković Gašpić (Split, 24. svibnja 1984. - ) je hrvatski jedriličar koji se natječe u klasi Finn. Ivan je osvajač srebra i bronce sa Svjetskim prvenstvima i trostruki europski prvak. Član je JK Labud, a trenira ga Marin Siriščević.

## Karijera
Gašpić se jedrenjem počeo baviti s 12 godina na nagovor svoga oca, u klasi Optimist. Nakon uspjeha na državnim prvenstvima, na svom prvom međunarodnom nastupu 1997. osvojio je naslov Europskog juniorskog prvaka u klasi Optimist, a iste je godine zbog toga uspjeha proglašen Dalmatinskim športašem godine. 2003. postao je i europskim juniorskim prvakom u klasi laser i europski juniorski prvak u klasi Finn 2005. Sljedeće godine nastupio je na Svjetskom prvenstvu u Splitu, gdje je osvojio 8. mjesto. Iako je na Svjetskom prvenstvu u srpnju 2007. u Portugalu osvojio 11. mjesto, ispunio je olimpijsku normu i osigurao nastup na Olimpijskim igrama 2008. u Pekingu. Jedriličarsku sezonu 2007. završio je kao peti jedriličar svijeta u klasi Finn.

Uoči Olimpijskih igara u Pekingu, u intervjuu za Glas Koncila rekao je što očekuje od njih:
Na Olimpijskim igrama u klasi Finn izborio je završnicu, zauzevši sedmo mjesto nakon osam plovova, iako je bio pokvario ukupni plasman nakon 15. mjesta u petom plovu. U završnici Igara završio je na 8. mjestu, zaključivši time svoj prvi nastup na Olimpijskim igrama.
Sljedeće godine, okitio se brončanim odličjem na Svjetskom prvenstvu u Danskoj, u mjestu Vallensbæk.
Osim svjetske bronce, u bugarskom gradu Varni, osvojio je naslov europskog prvaka, što mu je bilo prvo europsko zlato nakom dva srebra iz 2007. i 2008.
Na Europskom prvenstvu u Helsinkiju 2011. osvojio je srebrno odličje, dok je zlato pripalo Britancu Gilesu Scottu, a bronca Andrewu Millsu. Nakon toga uspjeha prešao je iz JK Zenta u JK Labud.
Na Europskom prvenstvu 2012. u Scarlinu gotovo je ponovio uspjeh iz Helsinkija osvajanjem brončanog odličja. Na Svjetskom prvenstvu klase Finn u Falmouthu borio se za brončano odličje, a s njim i zajedno Danac Jonas Hoegh Christensen i Finac Tapio Nirkko. Na kraju je završio četvrti, dok je zlato osovjio Britanac Ben Ainslie, srebro je pripalo njegovom sunarodnjaku Edu Wrightu, a broncu uzeo Danac Jonas Hoegh Christensen.
Iako je dobro započeo, na Olimpijskim igrama 2012. u Londonu, nije uspio zadržati poziciju za broncu, te je s ukupno 55 bodova završio na 5. mjestu.
Zadnjeg dana Svjetskog prvenstva 2014. u Santanderu Ivan Kljaković Gašpić osvojio je srebrnu medalju u klasi finn i time drugo odličje za Hrvatsku na tom natjecanju.

## Nagrade
- Nagrada grada Splita za vrhunske športske rezultate i uspjehe u 2009. godini.[24]

## Vanjske poveznice
- JK Labud - Ivan Kljaković Gašpić  Arhivirana inačica izvorne stranice od 5. ožujka 2016. (Wayback Machine)